# Salia albivia
Salia albivia är en fjärilsart som beskrevs av George Francis Hampson 1950. Salia albivia ingår i släktet Salia och familjen nattflyn. Inga underarter finns listade.